# Canyon Lake (Canyon River)
Der Canyon Lake ist ein See im Kenora District im Südwesten der kanadischen Provinz Ontario.
Der Canyon Lake befindet sich 22 km nordwestlich von Vermilion Bay. Der langgestreckte See hat eine Ost-West-Ausdehnung von 22 km. Er liegt im Bereich des Kanadischen Schilds auf einer Höhe von 380 m. Der Canyon River durchfließt den See. Er mündet in das westliche Seeende und verlässt den Canyon Lake am Nordufer der Outlet Bay. Der See gehört zum Einzugsgebiet des Wabigoon River. 
Die Siedlung Canyon liegt zentral am Südufer. Der Ort McIntosh liegt am östlichen Seeende und ist über den Ontario Highway 647 von Vermilion Bay aus erreichbar. Die Bahnlinie der Canadian National Railway verläuft entlang dem Südufer des Sees.
Der See ist ein Ziel von Angeltouristen. Im Canyon Lake werden folgende Fischarten gefangen: Muskellunge, Glasaugenbarsch, Schwarzbarsch und Heringsmaräne.